# Иваненко, Сергей Игоревич
Серге́й И́горевич Иване́нко (род. 24 марта 1953, Москва) — советский и российский религиовед, доктор философских наук, государственный служащий. До 2013 года — советник отдела социальной политики и заместитель начальника отдела социальной политики аналитического управления аппарата Совета Федерации. Государственный советник РФ 3-го класса.
Автор книг и статей о пропаганде атеизма, православном христианстве, гаудия-вайшнавизме и Международном обществе сознания Кришны, свидетелях Иеговы, саентологии, по проблемам взаимоотношений государства и религиозных объединений. В 1996 году выступил руководителем авторского коллектива справочника «Религиозные объединения Российской Федерации».

## Образование и профессиональная деятельность
В 1975 году окончил философский факультет МГУ имени М. В. Ломоносова по специальности «научный атеизм».
В 1976—1991 годы — научный сотрудник Института научного атеизма Академии общественных наук при ЦК КПСС, где в 1980 году защитил диссертацию на соискание учёной степени кандидата философских наук по теме «Социально-гносеологический анализ религиозной веры: (На материалах русского православия)» (Специальность 09.00.06 — научный атеизм).
В 1993 году был назначен руководителем группы экспертов Российского политехнического института Парламентского центра Верховного Совета России.
В 2001 году в Российской академии государственной службы при Президенте РФ защищал диссертацию на соискание учёной степени доктора исторических наук по теме «Эволюция идеологии и деятельности религиозной организации свидетелей Иеговы в России: (историко-философский анализ)» (Специальность — 09.00.13 Религиоведение, философская антропология, философия культуры). Научный консультант — доктор философских наук, профессор Ф. Г. Овсиенко. Официальные оппоненты — доктор философских наук, профессор И. Я. Кантеров, доктор исторических наук, профессор В. И. Корнев, доктор исторических наук, профессор М. И. Одинцов. Ведущая организация — Центр социально-религиозных исследований Института Европы РАН. В 2002 году в РАГС при Президенте РФ защитил диссертацию на соискание учёной степени доктора философских наук по теме «Эволюция идеологии и деятельности религиозной организации Свидетелей Иеговы в России (социально-философский анализ)» (Специальность — 09.00.13 Религиоведение, философская антропология, философия культуры). Научный консультант — доктор философских наук, профессор Ф. Г. Овсиенко. Официальные оппоненты — доктор философских наук, профессор В. С. Глаголев, доктор исторических наук, профессор В. И. Корнев, доктор философских наук, профессор М. М. Скибицкий. Ведущая организация — Центр «Религия в современном обществе» Российского независимого института социальных и национальных проблем.
Член Международной ассоциации религиозной свободы (МАРС). С 2017 года — член по Центральному федеральному округу Экспертного совета исследователей религии при кафедре государственно-конфессиональных отношений РАНХиГС.

## Общественная деятельность, мнения
По мнению Иваненко, высказанному газете «Новые Известия», понятия «секты» и «традиционные/нетрадиционные» религии являются неправовыми и широко применяются с целью вытеснения части религиозных организаций из сферы активной социальной работы.
На конференции «Толерантность в сфере религии и СМИ», которая прошла 15-16 декабря 2004 года в Москве, Сергей Иваненко высказал мнение, что толерантность в СМИ зависит от их отношения к социальному партнёрству государства и религиозных объединений. Соответственно, возбуждение тематики «сект» и «традиционных-нетрадиционных» религий означает сокращение сферы такого партнёрства.
В 2005 году, на конференции «Проблемы изучения и истолкования „Бхагавад-гиты“», Сергей Иваненко высказался в отношении такой злободневной проблемы как отношение к религиоведению «официальных» религий. Согласно С. И. Иваненко, «многие их лидеры считают религиоведение ядом». По их мнению, эта отрасль науки нуждается в «воцерковлении». Однако такая точка зрения ошибочна, поскольку не допускает гармоничного сочетания разных подходов к теме.
Выступал в качестве эксперта-религиоведа в ряде судебных процессов по делам, связанным с ликвидацией и запретом московской организаций свидетелей Иеговы.
12 марта 1999 года определением Головинского суда был включён экспертом в состав комиссии по проведению комплексной экспертизы по делу о ликвидации и запрете деятельности религиозной общины «Свидетели Иеговы», но подписывать заключение экспертной комиссии отказался, составив отдельно своё собственное.
В 1995 году Иваненко написал предисловие к книге Конрада Лёва «О „ведьмах“ и охотниках за ведьмами». В предисловии Иваненко описал российское антикультовое движение начала 1990-х годов и своё восприятие Церкви объединения. В частности, он лестно отозвался о «нравственном учебнике» для средних общеобразовательных школ «Мой мир и я», разработанном и изданном подразделением Церкви объединения «Международный фонд образования». Учебник использовался для преподавания в более чем двух тысячах российских школ. В адрес учебника (как к сфере деятельности Церкви Объединения) прозвучало немало критики. Позднее учебник был запрещён Комитетом по образованию г. Москвы и Комитетом по образованию Санкт-Петербурга, как нарушающий конституционный принцип светскости образования, установленный в российском законодательстве.
В работах о Международном обществе сознания Кришны (ИСККОН) — «Вайшнавская традиция в России: история и современное состояние. Учение и практика. Социальное служение, благотворительность, культурно-просветительская деятельность» и «Кришнаиты в России: Правда и вымысел» отстаивает позицию традиционности данной организации. По мнению Иваненко, одной из причин непростых взаимоотношений Русской православной церкви и Международного общества сознания Кришны являются труды иеромонаха Серафима (Роуза), который, в своё время, очень критично отозвался о кришнаизме-индуизме, найдя в этом осуждении благодарных последователей.
Во время судебного разбирательства в отношении «Сант мат» в 2006 году Иваненко выступил на стороне защиты этой организации и составил экспертное заключение по её учению и деятельности, в котором отметил:

…Согласно установленным в данном учении нормам и методам медитации на внутренний святой Свет и святой Звук (Сурат Шабд Йога), исключается применение гипнотических методов и не практикуется введение посвященных в трансовое состояние.
Архангельский областной суд, рассматривавший данное дело, не принял во внимание заключение Иваненко, и в судебном решении оно не упоминается.
7 декабря 2006 года Иваненко принял участие в конференции Евразийского отделения Международной ассоциации религиозной свободы (МАРС) «Свобода религии и права человека», которая состоялась в Институте Европы РАН. В ходе выступления Иваненко прокомментировал ситуацию религиозной свободы в России, в частности, положение индуистских религиозных объединений. Он высказал мнение:

всем религиозным традициям надо дать право удовлетворять свои духовные потребности. Между тем, в Москве Обществу Сознания Кришны запрещают строить храм, а в Архангельске с подачи православной епархии была закрыта организация «Сант мат» (Путь Мастеров) за осуществление медицинской деятельности без лицензии, хотя, с религиоведческой точки зрения, медитация отличается от медицинской практики.
В 2005 году, выступая на научно-практической конференции Евразийского отделения МАРС, Сергей Иваненко оценил социальное служение российских религиозных организаций. Особенно активной и наиболее эффективной он назвал работу в этом направлении христиан-протестантов. Отметив их успехи в этой области, Иваненко счёл недостатком то, что информирование общества об этом опыте практически отсутствует и порекомендовал организовать исследования по вопросу социального служения и включить их в постоянный информационный мониторинг с обнародованием его результатов.
В 2005 году написал заключение о Центре Фалуньгун, а в 2010 году — о саентологии.
31 мая 2007 года в РГГУ состоялся организованный Центром изучения религий РГГУ и Евразийским отделением МАРС круглый стол на тему «Школа в условиях свободы вероисповедания». Иваненко выступил с докладом «От конфронтации к взаимодействию и сотрудничеству».
В 2008 году, комментируя Порталу-Credo.ru назначение митрополита Кирилла (Гундяева) местоблюстителем патриаршего престола РПЦ, Иваненко с похвалой отозвался о его личности и деятельности. Иваненко охарактеризовал его как человека, безраздельно преданного Церкви и способного отстаивать её интересы. По словам Иваненко, Кирилл обладает высоким интеллектом, генерирует новые продуктивные идеи. Иваненко предсказал, что с избранием Кирилла патриархом РПЦ МП получит возможность «эффективно решать накопившиеся проблемы».
В апреле 2016 года выступил с докладом на научной конференции «Всемирное движение Кришны: полвека роста, влияния и вызовов», которая прошла в Центре изучения мировых религий Гарвардской школы богословия и была посвящена 50-летию Международного общества сознания Кришны.

## Личная жизнь
Живёт в Москве. Жена — Валентина Мережко умерла в 2016 году. Вышедшие в 2017 году книги «33 года служения людям. О саентологической церкви Санкт-Петербурга» и «Обыкновенный антикультизм» (Второе издание) Иваненко посвятил её памяти. В 2021 году женился на Елене Волковой.
По вероисповеданию — православный христианин. В 1991 году крестился в Храме бессребреников Космы и Дамиана в Шубине и по состоянию на 1995 год являлся его прихожанином.

## Участие в судебном процессе по иску к А. Л. Дворкину (1997)
В 1997 году С. И. Иваненко выступал свидетелем со стороны истца на судебном процессе по иску Общественного комитета защиты свободы совести в лице председателя Глеба Якунина, Льва Левинсона, Михаила Осадчева, Н. А. Балуковой к Александру Дворкину и отделу религиозного образования и катехизации Московского патриархата. Хорошёвский межмуниципальный суд Москвы определил, что Иваненко, не владея иностранными языками, был неспособен «адекватно отслеживать ситуацию за рубежом» при оценке «приведённых ответчиком фактов». Судом было отмечено, что Иваненко «признал, что ранее предлагал свои услуги и сотрудничество Центру св. Иринея Лионского», но получил отказ от Дворкина, который сослался «на факт получения денежных средств от мунистов свидетелем Иваненко С. И.». Суд посчитал, что «показания свидетеля Иваненко С. И. являются показаниями лица, лично заинтересованного в исходе дела».

## О людях, никогда не расстающихся с Библией (1999)
В 1999 году вышла монография С. И. Иваненко «О людях, никогда не расстающихся с Библией», посвященная деятельности Свидетелей Иеговы в России. Книга подверглась резкой критике со стороны ряда учёных и православных деятелей. Так, Владислав Троицкий (руководитель миссии «Христианское Возрождение», бывший член организации «Свидетели Иеговы») в статье-рецензии о книге обвинил Иваненко в «явном участии в сокрытии или по крайней мере, в смягчении» ряда неприятных для свидетелей Иеговы фактов, и предположил, что Иваненко «гармонично сотрудничает» с этой религиозной организацией. В 1999 году в своей рецензии на ту же книгу диакон одного из храмов РПЦ П. Б. Сержантов поставил в вину Иваненко то, что его работы советского периода «были целиком посвящены пропаганде атеизма». По мнению Сержантова, после падения коммунизма «вполне в духе времени С. Иваненко безоговорочно переименовал свою профессию, желая придать ей респектабельное звучание. С первых же слов он торопится сообщить о себе, что занимается „религиоведением около 25 лет“». Сержантов приходит к выводу, что Иваненко имеет большой опыт «пропагандистской, околонаучной деятельности, не более того».
Религиовед Д. В. Горюнов высказал мнение, что в работе С. И. Иваненко «О людях, никогда не расстающихся с Библией» исследование выполнено некритично и тенденциозно, что в нём не затрагиваются «наиболее одиозные аспекты» деятельности и идеологии Свидетелей Иеговы, и что книга «пронизана отчетливой апологией». Религиовед Р. В. Шилишпанов полагает, что работы Н. С. Гордиенко и С. И. Иваненко показывают с позитивной стороны деятельность российских «Свидетелей Иеговы» и что в них отсутствует критическая оценка. Эта монография С. И. Иваненко также подверглась критике со стороны религиоведа и историка А. В. Горбатова, который в своей докторской диссертации назвал её «неприкрытой апологией Свидетелей Иеговы», и высказал сомнения в нейтральности С. И. Иваненко, отметив, что Свидетели Иеговы «оказали ему содействие в поездке в США» и в издании монографии. Горбатов также выразил мнение, что в книге содержатся «антицерковные выпады» и «откровенная реклама организации Свидетелей (у которой „независимый религиовед“ не заметил каких-либо недостатков)».

## Вайшнавская традиция в России (2008)
В 2008 году в свет вышла книга Сергея Иваненко «Вайшнавская традиция в России. История и современное состояние. Учение и практика. Социальное служение, благотворительность, культурно-просветительская деятельность». Книга была издана общественной организацией «Научно-исследовательский центр по изучению индуистских организаций при Ассоциации индийцев в России». Согласно Михаилу Ситникову книга рассказывает о вайшнавизме и его последователях в современной России, описывает историю развития вайшнавизма в Индии и России, учение и духовную практику вайшнавов. Ситников отмечает, что Иваненко привёл в книге свои личные впечатления от встреч с российскими вайшнавами и посвятил отдельные разделы своего произведения полемике с представителями антисектантского движения (в частности с Александром Дворкиным) и обсуждению темы строительства храма Кришны в Москве.
Презентация книги прошла 12 сентября 2008 года на пресс-фуршете в Независимом пресс-центре, в котором приняли участие автор книги Сергей Иваненко, религиовед Екатерина Элбакян, вице-президент Центра обществ сознания Кришны в России Сергей Зуев (Радха Дамодар Дас), публицист Михаил Ситников и член Ассоциации индийцев в России Нирмала Кришна. В ходе презентации Екатерина Элбакян охарактеризовала выход книги как: «создание „этической оппозиции“ разного рода так называемым „сектоведческим“ опусам небезызвестного автора Дворкина, которые трудно причислить к разряду книг». По мнению Элбакян, книга также создаёт оппозицию выступлениям Андрея Кураева и других православных деятелей, занимающихся «проповедью антикультизма» и тем самым наносящих «массу вреда» Русской православной церкви. Элбакян высказала мнение, что «прочтение этой книги будет полезно не столько конфессии, которой она посвящена, сколько самому читателю, впервые знакомящемуся с достоверной информацией о вайшнавах».
Ситников в своей статье на Портал Credo.ru отнёс «Вайшнавскую традицию в России» к разряду «увлекательных в процессе чтения и одновременно строго документальных книг». По его мнению, издания такого рода, освещающие «учения и практики малоизвестных россиянам религиозных традиций», являются «той оптимальной формой преподнесения информации, в которой очень нуждается наше общество в период культурного и гуманитарного кризиса».

## Критика

### Отрицательные отзывы
Деятельность Иваненко встретила критику со стороны деятелей антисектантского движения и деятелей русского православия. В первую очередь критиковались его работы советского времени по марксистскому атеистическому воспитанию молодёжи, учащейся в ПТУ (подвергая тем самым сомнению его стаж религиоведческой деятельности), и позиция по защите новых религиозных движений, особенно по организациям «Свидетели Иеговы», Церковь саентологии, Международное общество сознания Кришны и Церковь объединения. Сам Иваненко в 1995 году в предисловии к книге о Мун Сон Мёне писал, что «выбрал для специализации кафедру атеизма, так как в СССР только называясь специалистом по научному атеизму можно было изучать религию и заниматься религиоведением», а критиковал религию, потому что «от сотрудников института требовали критиковать религиозную идеологию, и я тоже должен был не только писать об истории и современном состоянии религиозных организаций, но и доказывать противоположность марксистско-ленинского учения и религиозных идей», при этом Иваненко отмечал, что заниматься атеистической критикой религии «мог с чистой совестью, так как действительно между марксизмом и христианством лежит пропасть».
Александр Дворкин охарактеризовал Сергея Иваненко как «бывшего профессионального агитпроповского атеиста», ныне называющего себя «религиоведом со стажем» и пишущего «хвалебные предисловия к мунитским книжкам, выходящим на русском языке, а также восторженные апологии иеговизма, кришнаизма, сайентологии и т. д.» Дворкин подверг Иваненко критике также и за то, что иеговисты «за свой счёт свозили его в США», а муниты приглашали его на конференции и оплачивали его работу. Дворкин обратил внимание на одну из ранних атеистических работ Иваненко — «Актуальные проблемы атеистического воспитания учащихся средних профессионально-технических училищ: Методические рекомендации» (М., 1986), которая состоит из трёх частей — введения и двух глав «Марксистско-ленинский подход к атеистическому воспитанию молодёжи» и «Роль комсомольских организаций в дальнейшем повышении эффективности научно-атеистического воспитаний учащихся». Исходя из этого, Дворкин иронично замечает, что «стаж у „религиоведа“ действительно большой, а опыт — богатый».
Свердловская региональная общественная организация «Православное студенческое братство в честь Святых Равноапостольных Кирилла и Мефодия» подвергла критике Сергея Иваненко в связи с его участием в съёмках документального фильма «Верные в испытании. Свидетели Иеговы в Советском Союзе». По мнению этой организации, авторы фильма включили в него комментарии Иваненко и других людей «с громкими научными степенями» с целью «создания видимости научного исследования». Сергея Иваненко и религиоведа Николая Гордиенко, принявшего участие в фильме, организация назвала «профессиональными сектозащитниками». «Православное студенческое братство» высказало своё мнение также по поводу книги Иваненко «О людях, никогда не расстающихся с Библией», заявив, что книга была издана «с прямой помощью Свидетелей Иеговы и исключительно для формирования положительного имиджа секты».

### Положительные отзывы
В 2004 году Н. В. Потапова в диссертации на соискание степени кандидата исторических наук оценила работы С. И. Иваненко, посвященные эволюции идеологии и деятельности в России организации свидетели Иеговы, как «глубоко научные и актуальные». Согласно Н. В. Потаповой, Иваненко в своих работах показывает традиционность свидетелей Иеговы для России, доказывает отсутствие деструктивного характера в их деятельности, а также даёт благоприятный прогноз развития отношений между государственными органами и религиозной организацией Свидетелей Иеговы.

### Диссертации
- Иваненко С. И. Социально-гносеологический анализ религиозной веры : (На материалах рус. православия):Автореф. дис. ... канд. филос. наук:(09.00.06). — М., 1980. — 22 с.
- Иваненко С. И. Эволюция идеологии и деятельности религиозной организации свидетелей Иеговы в России : (Историко-филос. анализ):Автореф. дис. ... д.ист.н.:Спец. 09.00.13. — М.: Рос. акад. гос. службы при Президенте Рос. Федерации, 2001. — 38 с.
- Иваненко С. И. Эволюция идеологии и деятельности религиозной организации Свидетелей Иеговы в России : (Соц.-филос. анализ):Автореф. дис. ... д.филос.н.:Спец. 09.00.13. — М.: Рос. акад. гос. службы при Президенте Рос. Федерации, 2002. — 44 с.

### Книги
- Иваненко С. И. Наука и православие. — М.: Московский рабочий, 1984. — 93 с. — (Беседы о религии).
- Иваненко С. И. Актуальные проблемы атеистического воспитания учащихся средних профессионально-технических училищ. Методические рекомендации. — М.: Высшая школа, 1986. — 10 000 экз.
- Иваненко С. И. Пропаганду научного атеизма — на уровень современных задач (Обзор. рец. на выступления и метод. материалы лекторов местных орг. о-ва «Знание» РСФСР). — М.: О-во «Знание» РСФСР, 1986. — 26 с. — (В помощь лектору).
- Иваненко С. И. Проблемы повышения эффективности атеистической пропаганды в свете решений XXVII съезда КПСС: (По материалам респ. семинара лекторов-атеистов в г. Вологде). — М.: О-во «Знание» РСФСР, 1987. — 54 с.
- Иваненко С. И. Прогресс науки и современное православие. — М.: Б. и., 1988. — 63 с. — (В помощь лектору, пропагандисту, организатору атеист. работы).
- Иваненко С. И. Научное знание и кризис православия. — М.: О-во «Знание» РСФСР, 1988. — 42 с. — (В помощь лектору).

- Иваненко С. И. Новые тенденции в русском православии: вопросы и ответы. — М.: О-во «Знание» РСФСР, 1989. — 80 с.
- Иваненко С. И., Трофимчук Н. А., Пищик Ю. Б. Христианские партии и самодеятельные объединения: сборник материалов и документов. — М.: Академия общественных наук при ЦК КПСС, Ин-т науч. атеизма, 1990. — 216 с.
- Иваненко С. И., Трофимчук Н. А. Религиозные самодеятельные объединения в наши дни. — М.: О-во «Знание» РСФСР, 1990. — 39 с. — (В помощь лектору). — ISBN 5254000244.
- Иваненко С. И., Трофимчук Н. А. Новые религиозные объединения: поиски, противоречия, надежды. — М.: Знание, 1991. — Т. 2. — 62 с. — (Новое в жизни, науке: Культура и религия). — ISBN 5070016040.
- Иваненко С. И. Религиозные организации России: справочник / Парламентский центр Верховного Совета Российской Федерации, Комитет Верховного Совета Российской Федерации по связям с общественными, религиозными и благотворительными организациями. — А/О «ТАСС-Обнинск», 1993. — 163 с.
- Иваненко С. И., Беляева Л. А. Религиозные объединения в современной России. — М.: Центр комплексных соц. исследований и маркетинга, 1996. — Т. 96. — 95 с. — (Аналитические обозрения Центра комплексных социальных исследований и маркетинга).
- Иваненко С. И. Религиозные объединения Российской Федерации: справочник / Аппарат Совета Федерации Федерального собрания Российской Федерации, Аналитическое управление / Под общей редакцией М. М. Прусака, В. В. Борщёва. — М.: Республика, 1996. — 270 с. — ISBN 5250026095.
- Иваненко С. И. Кришнаиты в России: правда и вымысел. — М.: Философская книга, 1998. — 294 с. — ISBN 5820500032.
- Иваненко С. И. О людях, никогда не расстающихся с Библией. — М.: Республика, 1999. — 270 с. — ISBN 5728701760. Архивировано 4 марта 2016 года.
- Иваненко С. И. Свидетели Иеговы — традиционная для России религиозная организация. — М.: Арт-бизнес-центр, 2002. — 208 с. Архивировано 4 марта 2016 года.
- Иваненко С. И. Индуистские религиозные и духовно-просветительские организации в России: справочник. — М.: Философская книга, 2003. — 197 с. — ISBN 5902399025.
- Иваненко С. И. Основные религиозные центры современной России. — М.: Философская книга, 2004. — 45 с. — ISBN 5902629187.
- Иваненко С. И. Вайшнавская традиция в России: история и современное состояние. Учение и практика. Социальное служение, благотворительность, культурно-просветительская деятельность. — М.: Философская книга, 2008. — 318 с. — ISBN 5902629411.
- Иваненко С. И., Васильев Ю. Н., Тимощук А. С. Религия и бизнес. Бог помогает предпринимателям, которые, Его чтут. — М.: Философская книга, 2009. — 271 с. — ISBN 9785902629740.
  - Иваненко С. И. Религия и бизнес. — 2, исправленное и дополненное. — М.: Виссла-пресс, 2010. — 304 с. — ISBN 9785918220108.
- Иваненко С. И. Саентология и бизнес: (У каждой эпохи — своя религия). — СПб.: Древо жизни, 2011. — 152 с. — 1000 экз. — ISBN 9785914700222.
- Иваненко С. И. Вторжение антикультизма в государственно-конфессиональные отношения в современной России. — СПб.: Древо жизни, 2012. — 52 с. — 1000 экз. — ISBN 978-5-91470-031-4.
- Иваненко С. И. Обыкновенный антикультизм. — СПб.: Древо жизни, 2012. — 104 с. — 3000 экз. — ISBN 978-5-91470-043-7.
- Иваненко С. И. Дерево познаётся по плодам: К 25-летию регистрации Общества сознания Кришны в России. — М.: Философская книга, 2014. — 464 с. — 1550 экз. — ISBN 978-5-8205-0237-8.
- Иваненко С. И. 30 лет служению людям: к юбилею Саентологической церкви Санкт-Петербурга. — СПб.: Древо жизни, 2014. — ISBN 978-5-91470-063-5.
- Иваненко С. И. Мир уступает дорогу тому, кто знает, куда идёт (к пятидесятилетию визита Свами Прабхупады в Москву). — М.: Издательский дом «Павлин», 2021. — 224 с.
- Иваненко С. И., Волкова Е. И. О людях, стойких в гонении: Свидетели Иеговы в России начала XXI века. — М., 2023. — 216 с. — ISBN 978-965-598-508-5.

### Статьи
- Иваненко С. И. Актуальные вопросы атеистического воспитания // Информационный Бюллетень ИНА АОН при ЦК КПСС. — Алма-Ата.: «Казахстан», 1976. — № 16.
- Иваненко С. И. К вопросу о понятии «религиозная вера» // «Вопросы научного атеизма». — 1980. — Вып. 28.
- Иваненко С. И. Эволюция русского православия к просвещению и научному знанию // Вопросы научного атеизма. Вып. 37. Православие в истории России / Редкол. В. И. Гараджа (отв. ред.) и др.; Акад. обществ. наук ЦК КПСС. Ин-т научного атеизма. — М.: Мысль, 1988. — С. 271—287. — 303 с. — 20 700 экз. — ISBN 5-244-00202-3.
- Иваненко С. Заметки участника Всероссийского совещания православно-патриотических сил. // Московские новости. 28.10.1990. № 43.
- Иваненко С. И. Религиозные партии России: итоги и перспективы // «Диспут»: историко-философский религиоведческий журнал. — 1992. — № 3.
- Иваненко С. И. Заметки религиоведа (недоступная ссылка — история) // Конрад Лёв О «ведьмах» и охотниках за ведьмами. — М., 1995. — С. 14—15.
- Иваненко С. И. Свидетели Свидетелей // Московские новости. — 2001. — № 51.
- Иваненко С. И. Свидетели Иеговы в современной России: «тоталитарная секта» или наиболее крупная протестантская конфессия? // Научно-теоретический журнал «Религиоведение». — М., 2002. — № 1.
- Иваненко С. И. Надо ли бояться Свидетелей Иеговы? // Московские новости. — 26 марта 2004. — № 11.
- Иваненко С. И. Конституция не терпит оговорок. Религиозные организации должны оставаться равными перед законом // Независимая газета : газета. — 12 мая 2004. Архивировано из оригинала 29 ноября 2013 года.
- Иваненко С. И.; Гимадиева Е. Построение Ведического культурного центра в Москве не решит проблемы взаимоотношений индуистов и индологов // Портал-Credo.Ru  / Интервью с С. И. Иваненко. — 15 сентября 2004.
- Иваненко С. И. Протестанты в современной России: проблемы типологии, определения их численности и обретения авторитетными протестантскими объединениями статуса социального партнера государственных институтов // Материалы научно-богословской практической конференции «Заокские чтения»: Протестантизм и протестанты в России: прошлое, настоящее, будущее, 5-6 мая 2004.. — Заокский, 2004.
- Иваненко С. И. Протестанты в современной России: проблемы типологии, определения их численности и обретения авторитетными протестантскими объединениями статуса социального партнера государственных институтов // Русский архипелаг. — 2005. Архивировано 27 сентября 2008 года.
- Иваненко С. И. Зачем нам нужно религиоведение? (о первом в России энциклопедическом словаре «Религиоведение») // Научно-теоретический журнал «Религиоведение». — М.: Академический проект (Амурский государственный университет), 2006. — № 4. — С. 167—169. — ISSN 2072-8662.
- Иваненко С. И. Проблема оценки авторитетности Международного общества сознания Кришны с точки зрения религиоведения // Журнал «Вайшнавизм». — М., 2006. — № 4.
- Иваненко С. И. Характер учения и соответствующей ему практики движения «Сант мат» («Путь мастеров») в РФ, включая организацию «Духовное возрождение северян» // Портал-Credo.Ru. — 2006.
- Иваненко С. И. Неизбежные компромиссы (недоступная ссылка — история) // Свобода совести: 10 лет спустя....Материалы «круглых столов» и семинаров» Института национальной стратегии реформ//Журнал «Национальные интересы». — М., 2007. — № 6. — С. 26—27.
- Иваненко С. И. О религиоведческих аспектах изучения «антикультового движения» (недоступная ссылка — история) // Доклад, сделанный на научно-практической конференции «Актуальные проблемы реализации принципов свободы совести в современной России» Москва, РГГУ, 2 июля 2009 года. — М., 2009.
- Иваненко С. И. Международная организация «Ананда Марга» и её деятельность в Российской Федерации // Русское ревью. — М., 2009. — № 33.
- Иваненко С. И. Русская православная церковь, индуизм, Общество сознания Кришны: есть ли предпосылки для налаживания конструктивных взаимоотношений? (недоступная ссылка — история) // Свобода совести в России: исторический и современный аспекты. Выпуск 7. Сборник статей.. — СПб.: Российское объединение исследователей религии, 2009. — № 396. — С. 288—307. — ISBN 9-785-98187-354-6.

### Экспертизы
- Иваненко С. И. Экспертное заключение о Саентологии в качестве религии Архивная копия от 28 ноября 2021 на Wayback Machine  (недоступная ссылка) 28 мая 2010 г.
- Иваненко С. И. Заключение доктора философских наук С. И. Иваненко о российском Центре духовного и физического совершенствования «Фалунь Дафа» // Информационный центр Фалунь Дафа.